# 鳩ヶ谷駅
鳩ヶ谷駅（はとがやえき）は、埼玉県川口市大字里にある、埼玉高速鉄道埼玉高速鉄道線（埼玉スタジアム線）の駅である。駅番号はSR 22。

## 歴史
- 2001年（平成13年）3月28日 - 開業。
- 2007年（平成19年）3月18日 - ICカード「PASMO」の利用が可能となる[1]。
- 2016年（平成28年）11月23日：副駅名「山伸マテリアル（株）　最寄駅」を設定[2]。

## 駅構造
島式ホーム1面2線を有する地下駅。保安用にホームドアシステムを装備する。地下1階が改札階で地下2階がホーム階となっている。ホームは国道122号（岩槻街道）の地下に建設されている。ステーションカラーは   水色。
浦和美園方の上下線間に折り返し用の引き上げ線が設けられている。朝ラッシュ時間帯に赤羽岩淵方面から到着する列車の一部は当駅終着となり、この引き上げ線を使用して赤羽岩淵方面へ折り返す。その一方で、浦和美園駅が最寄りの埼玉スタジアム2002でJリーグ・浦和レッドダイヤモンズ（浦和レッズ）の主催試合やFIFA主催サッカー国際試合（主にサッカー日本代表の試合）が開催され、多くの乗客が見込まれる場合、埼玉高速鉄道は臨時ダイヤを編成し、試合開始前の時間帯に運行される当駅始発・終着の一部列車を浦和美園まで延長運転するとともに、試合終了後に運転される浦和美園発増発臨時列車の一部を当駅終着としている。
埼玉高速鉄道延伸検討委員会の検討では、将来的に埼玉高速鉄道で優等列車の運転を行うことになった場合、当駅にホームを増設して島式ホーム2面4線または2面3線とし、緩急接続を行うことが提案されている。
出入口は3か所あり、1番と2番の出入口は国道に面している。川口市鳩ヶ谷駅市民センター（出張所）直下にある2・3番出入口部の改札口に、2番出入口用エレベーターとATMコーナーが設置されている。改札内には利用客から譲渡された本「鳩ヶ谷文庫」が置いてあり、駅員に声をかけると誰でも本を譲渡することができる。
コンビニ（デイリーヤマザキ）、ATM、マッサージ店、公衆電話が改札外にある。

### のりば
| 番線 | 路線           | 方向 | 行先         |
| ---- | -------------- | ---- | ------------ |
| 1    | 埼玉高速鉄道線 | 下り | 浦和美園方面 |
| 2    | 埼玉高速鉄道線 | 上り | 赤羽岩淵方面 |

（出典：埼玉高速鉄道:駅構内図）

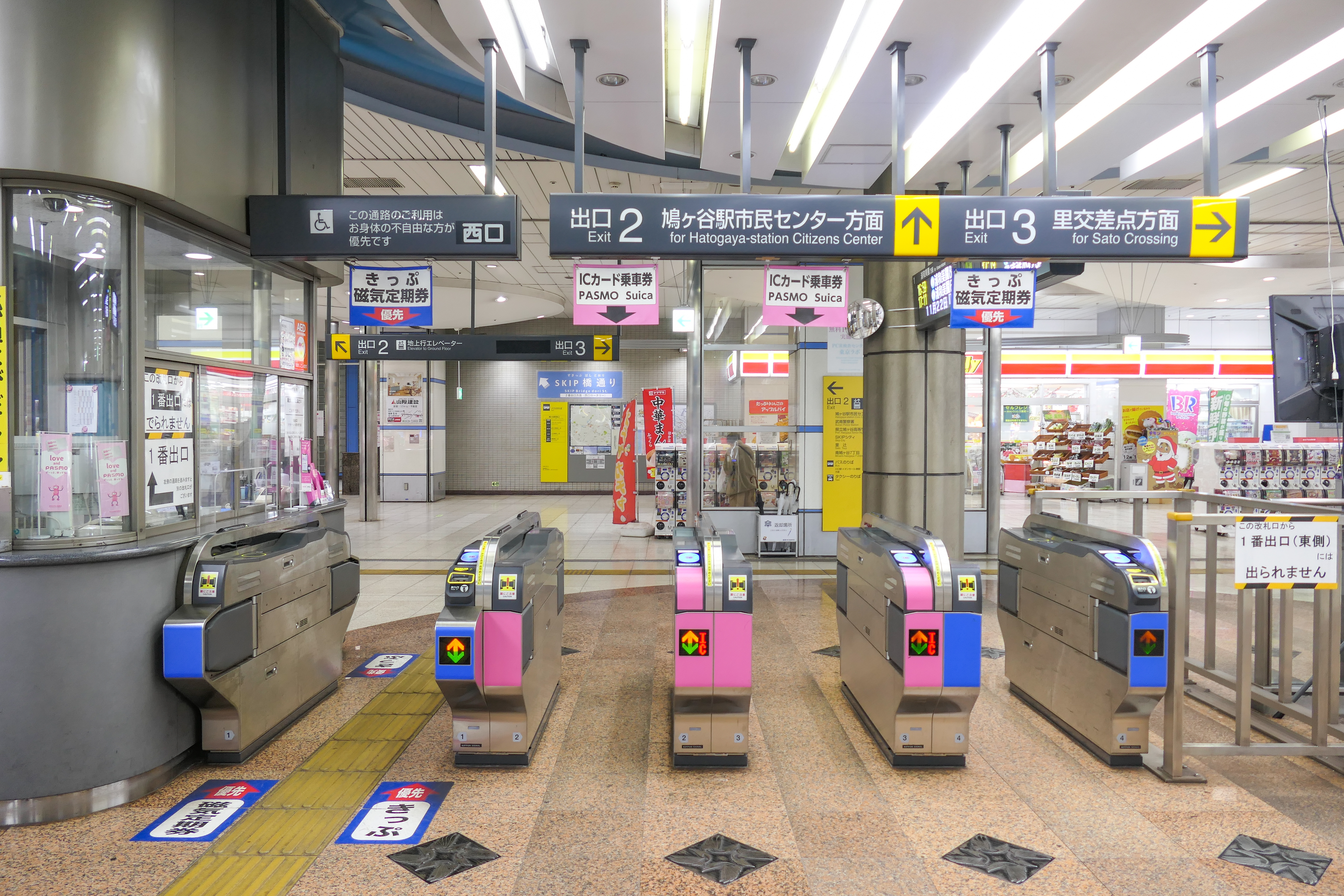
西口改札（2022年12月）
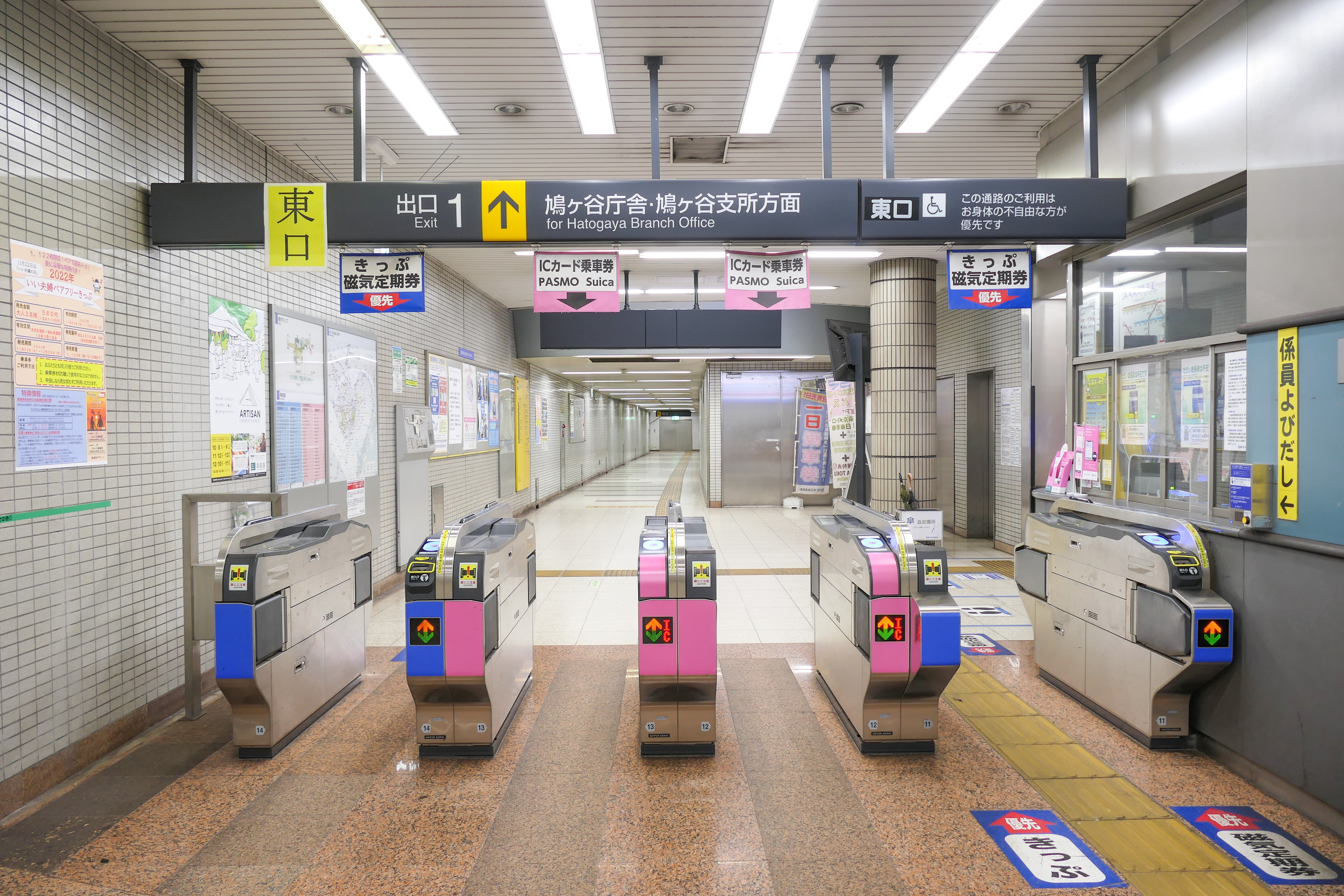
東口改札（2022年12月）
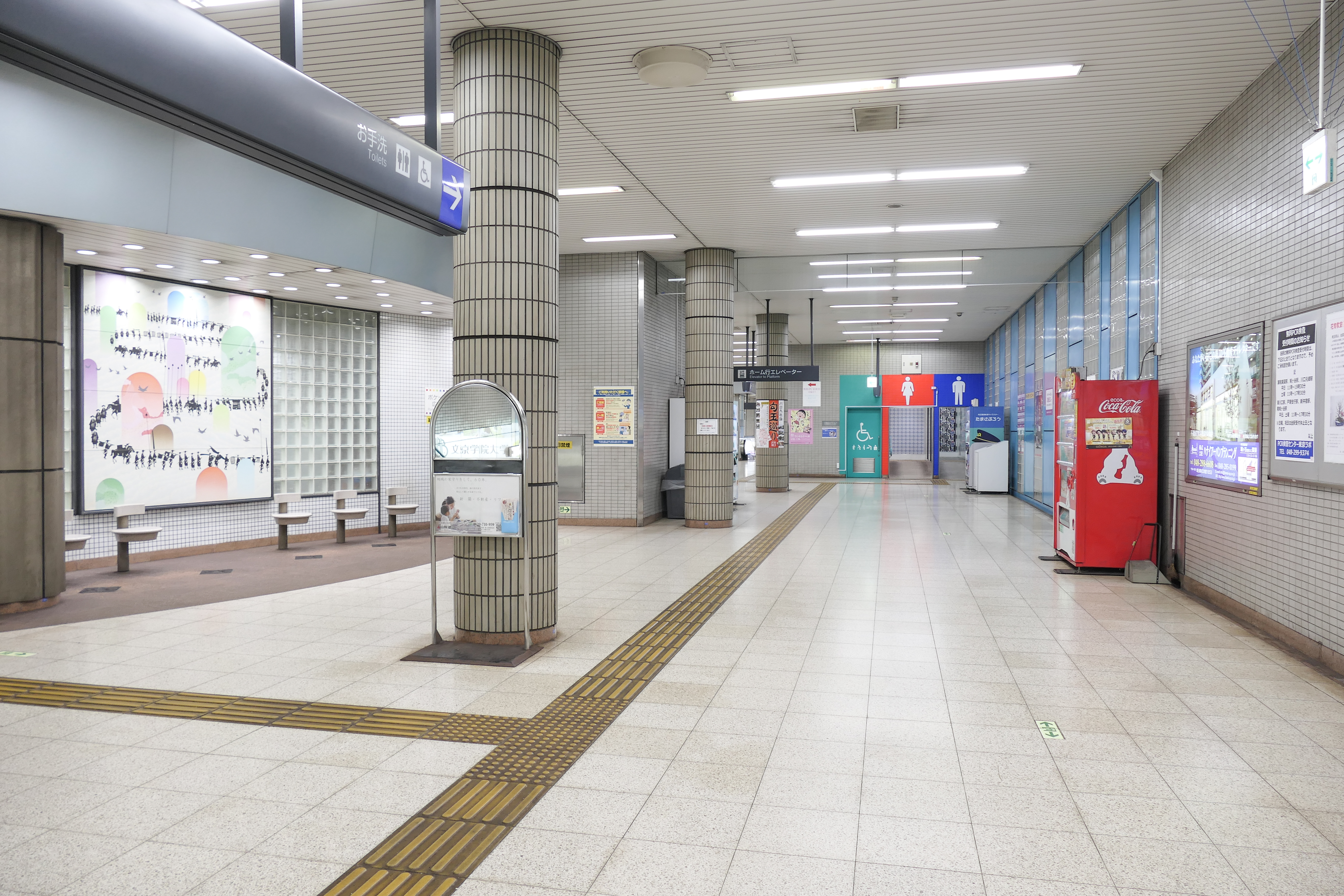
構内コンコース（2022年12月）
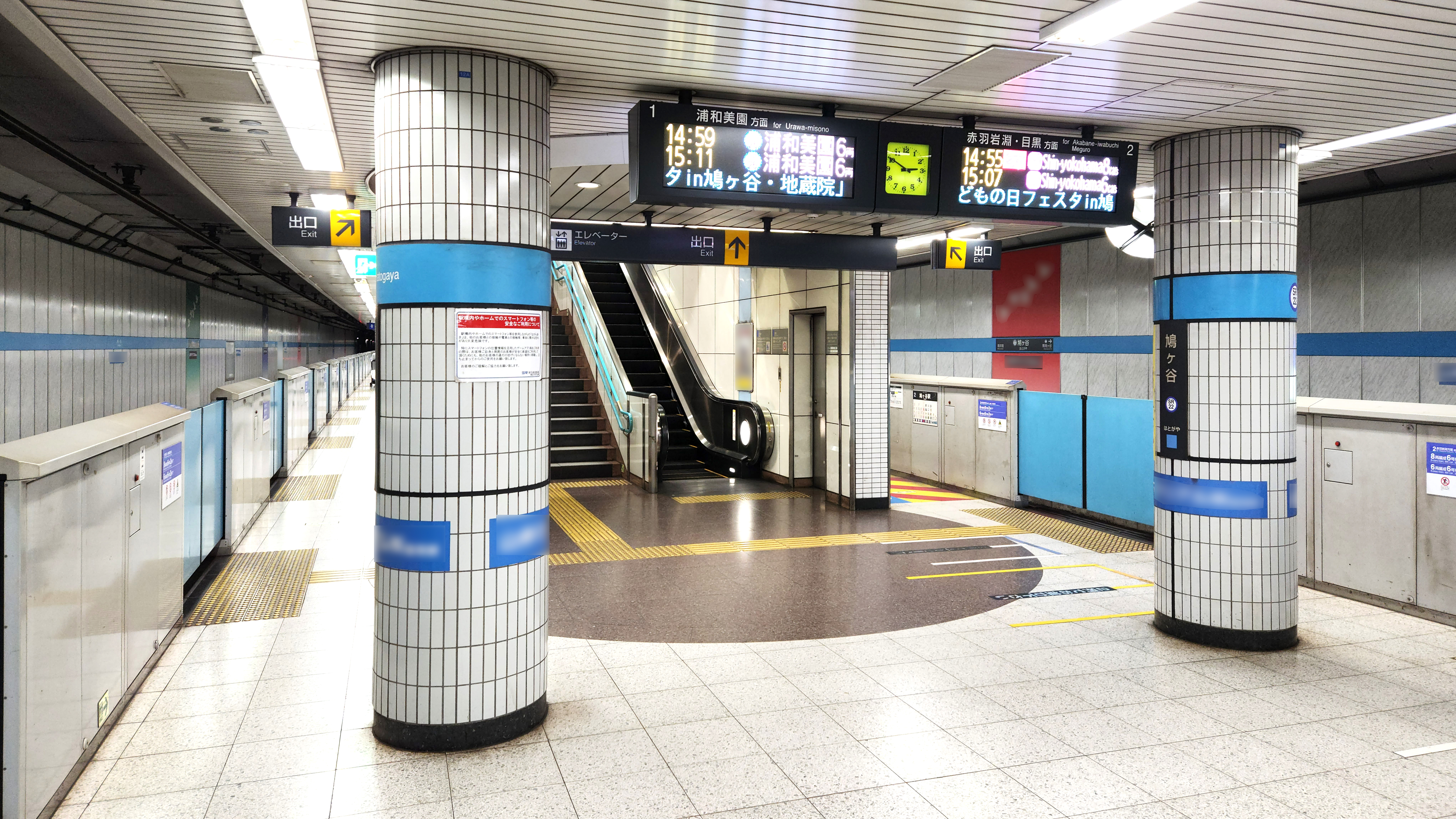
ホーム（2023年5月）

## 利用状況
2024年度の1日平均乗車人員は11,993人である。埼玉高速鉄道線の駅では赤羽岩淵駅、東川口駅に次ぐ第3位であり、単独駅では最も多い。
開業以降の1日平均乗車人員の推移は下表のとおりである。
| 年度               | 1日平均 乗車人員 | 出典     |
| ------------------ | ---------------- | -------- |
| 2001年（平成13年） | 4,921            | [ * 1 ]  |
| 2002年（平成14年） | 5,563            | [ * 2 ]  |
| 2003年（平成15年） | 6,012            | [ * 3 ]  |
| 2004年（平成16年） | 6,598            | [ * 4 ]  |
| 2005年（平成17年） | 7,016            | [ * 5 ]  |
| 2006年（平成18年） | 7,630            | [ * 6 ]  |
| 2007年（平成19年） | 8,120            | [ * 7 ]  |
| 2008年（平成20年） | 8,433            | [ * 8 ]  |
| 2009年（平成21年） | 8,520            | [ * 9 ]  |
| 2010年（平成22年） | 8,623            | [ * 10 ] |
| 2011年（平成23年） | 8,592            | [ * 11 ] |
| 2012年（平成24年） | 9,030            | [ * 12 ] |
| 2013年（平成25年） | 9,486            | [ * 13 ] |
| 2014年（平成26年） | 9,634            | [ * 14 ] |
| 2015年（平成27年） | 10,117           | [ * 15 ] |
| 2016年（平成28年） | 10,504           | [ * 16 ] |
| 2017年（平成29年） | 10,972           | [ * 17 ] |
| 2018年（平成30年） | 11,718           | [ * 18 ] |
| 2019年（令和元年） | 11,990           | [ * 19 ] |
| 2020年（令和02年） | 9,402            | [ * 20 ] |
| 2021年（令和03年） | 9,794            |          |
| 2022年（令和04年） | 10,777           |          |
| 2023年（令和05年） | 11,527           |          |
| 2024年（令和06年） | 11,993           |          |

## 駅周辺
国道122号を挟んで駅東側一帯は、日光御成街道の鳩ヶ谷宿時代から続く旧市街であり明治時代や大正時代に建造された建築物も残存し、西側は主に再開発用地である。かつての旧鳩ヶ谷市の中心駅であり、長年「陸の孤島」とされた同市では南鳩ヶ谷駅と並んで初めての鉄道駅であった。川口市鳩ヶ谷地区の主要な行政・公共施設は、ほぼ本駅周辺に集中している。駅の開業に伴い、マンションなどの大規模建築物の建設が進められ、かつ駅周辺にはさまざまな商店も開業した。

### 1番出口
国道122号を挟んで東側にある。東口ロータリーがある。
- 市街地
- 川口市役所 鳩ヶ谷庁舎（旧・鳩ヶ谷市役所）
- 川口市消防局東消防署
- さいたま農業協同組合 鳩ヶ谷支店
- 西友 鳩ヶ谷店
- 鳩ケ谷 氷川神社
- はとがや病院

### 2番出口
国道122号を挟んで西側、鳩ヶ谷駅市民センターと駅建物を共用している。西口ロータリーがある。
- 鳩ヶ谷駅市民センター（愛称：Dove）
- 武南警察署
- M.U.C鳩ヶ谷医療ビル
- 埼玉県立鳩ヶ谷高等学校
- 埼玉県立川口高等学校
- 川口市立高等学校
- SKIPシティ
- コジマ×ビックカメラ鳩ヶ谷店
- 洋服の青山 鳩ヶ谷駅前店
- アルファクラブ武蔵野 さがみ典礼鳩ヶ谷駅前葬斎センター

### 3番出口
2番出入口と改札口を共有する。国道122号の東側やや北方向、里交差点付近に独立した出入口として存在する。
- 鳩ヶ谷郵便局

## 路線バス
当駅近くには、「鳩ヶ谷駅西口」・「鳩ヶ谷駅東口」停留所のほか、東口ロータリーから県道34号左方に「鳩ヶ谷駅（JA前）」停留所、右方に「昭和橋」停留所があり、すべて国際興業バスにより運行されている。東口発の［鳩06］系統のみ川口営業所管轄で、その他の路線は鳩ヶ谷営業所管轄である。
［川18］・［蕨03］系統について、川口駅・蕨駅方面は西口・JA前・昭和橋停留所から乗降できるが、降車する停留所によっては運賃が異なる場合がある。鳩ヶ谷公団住宅・新井宿駅方面はJA前の停留所のみ乗降可能。
| 乗り場           | 乗り場 | 系統           | 主要経由地                                   | 行先                       | 運行事業者                              | 備考                                                                   |
| ---------------- | ------ | -------------- | -------------------------------------------- | -------------------------- | --------------------------------------- | ---------------------------------------------------------------------- |
| 鳩ヶ谷駅東口     | 1      | 鳩05           | 慈林・安行支所・戸塚安行駅                   | 東川口駅南口               | 国際興業                                | 平日6時台に2本、日曜・祝日は1本運行 昭和橋停留所から西川04と同じルート |
| 鳩ヶ谷駅東口     | 1      | 鳩06           | 毛長橋・新郷農協・花栗                       | 草加駅西口                 | 国際興業                                |                                                                        |
| 鳩ヶ谷駅東口     | 10     | 川口01         | 中居・市役所前                               | 川口・鳩ヶ谷線：川口駅西口 | 川口市コミュニティバス みんななかまバス | 運行日：平日・土曜                                                     |
| 鳩ヶ谷駅東口     | 10     | 川口02         | 医療センター・SKIPシティ                     | 青木線：川口駅西口         | 川口市コミュニティバス みんななかまバス | 運行日：平日・土曜                                                     |
| 鳩ヶ谷駅東口     | 11     | 川口06         | 鳩ヶ谷庁舎・赤井二丁目・川口誠和病院         | 新郷循環：見沼代親水公園駅 | 川口市コミュニティバス みんななかまバス | 運行日：平日・土曜                                                     |
| 鳩ヶ谷駅東口     | 11     | 川口07         | 朝日環境センター・東スポーツセンター         | 南平線：川口元郷駅         | 川口市コミュニティバス みんななかまバス | 運行日：平日・土曜                                                     |
| 鳩ヶ谷駅西口     | 3      | 川18           | 鳩ヶ谷高校・上青木交番・総合高校             | 川口駅東口                 | 国際興業                                |                                                                        |
| 鳩ヶ谷駅西口     | 4      | 蕨03、蕨03-2   | 鳩ヶ谷高校・上青木交番・イオンモール川口前川 | 蕨駅東口                   | 国際興業                                | 蕨03-2（当停留所始発便）                                               |
| 鳩ヶ谷駅（JA前） | 4      | 川18           | 桜町二丁目                                   | 鳩ヶ谷公団住宅             | 国際興業                                |                                                                        |
| 鳩ヶ谷駅（JA前） | 4      | 蕨03           | 桜町二丁目                                   | 新井宿駅                   | 国際興業                                | 深夜バスあり                                                           |
| 鳩ヶ谷駅（JA前） | 5      | 川18           | 鳩ヶ谷高校・上青木交番・総合高校             | 川口駅東口                 | 国際興業                                |                                                                        |
| 鳩ヶ谷駅（JA前） | 5      | 蕨03           | 鳩ヶ谷高校・上青木交番・イオンモール川口前川 | 蕨駅東口                   | 国際興業                                |                                                                        |
| 昭和橋           | 1      | 赤20、赤20-2   | 桜町二丁目・新井宿駅                         | 川口市立医療センター       | 国際興業                                |                                                                        |
| 昭和橋           | 1      | 赤21、西川01   | 桜町二丁目                                   | 鳩ヶ谷公団住宅             | 国際興業                                | 深夜バスあり（平日・土曜）                                             |
| 昭和橋           | 1      | 西川04         | 慈林・安行支所・戸塚安行駅                   | 東川口駅南口               | 国際興業                                |                                                                        |
| 昭和橋           | 1      | 西川04-2       | 慈林・安行支所・安行花山下                   | 鳩ヶ谷車庫                 | 国際興業                                | 毎日2本のみ運行                                                        |
| 昭和橋           | 2      | 西川01、西川04 | 鳩ヶ谷庁舎・天神橋・青木中央通り             | 西川口駅東口               | 国際興業                                |                                                                        |
| 昭和橋           | 2      | 赤20、赤21     | 鳩ヶ谷庁舎・南鳩ヶ谷駅・荒川大橋・赤羽岩淵駅 | 赤羽駅東口                 | 国際興業                                |                                                                        |
| 昭和橋           | 2      | 川18           | 鳩ヶ谷高校・上青木交番・総合高校             | 川口駅東口                 | 国際興業                                |                                                                        |
| 昭和橋           | 2      | 蕨03、蕨03-2   | 鳩ヶ谷高校・上青木交番・イオンモール川口前   | 蕨駅東口                   | 国際興業                                |                                                                        |
| 昭和橋           | 3      | 鳩06           | 新郷支所・横道・花栗                         | 草加駅西口                 | 国際興業                                |                                                                        |
| 昭和橋           | 4      | 鳩06           |                                              | 鳩ヶ谷駅東口               | 国際興業                                |                                                                        |

- 川口市コミュニティバス みんななかまバスの運行は国際興業バス

## 隣の駅
埼玉高速鉄道
 埼玉高速鉄道線
南鳩ヶ谷駅 (SR 21) - 鳩ヶ谷駅 (SR 22) - 新井宿駅 (SR 23)

## その他
埼玉高速鉄道線の開業当初より京王電鉄の幡ヶ谷駅（東京都渋谷区）と間違える乗客が一定数いることから、2024年3月下旬より駅構内に歌手鈴木雅之のヒット曲『違う、そうじゃない』のジャケット写真を模した注意喚起のパロディポスターを掲示している。